# Zouarké
Zouarké est un petit village de la région du Tibesti, au Tchad. Il est situé dans les montagnes du Tibesti et constitue un lieu de transition dans les flux migratoires. Il y a également des mines d'or à proximité. Le 20 juin 2020, 44 orpailleurs (dont beaucoup en situation irrégulière) et 21 soldats tchadiens ont trouvé la mort lors d'affrontements,,,.